# Antoni Pająk (żołnierz)
Antoni Pająk (ur. 11 października 1897 w Krakowie, zm. 21 listopada 1941 w Lublinie) – żołnierz Legionów Polskich i sierżant Wojska Polskiego. Uczestnik I wojny światowej, wojny polsko-ukraińskiej i wojny polsko-bolszewickiej, kawaler Orderu Virtuti Militari.

## Życiorys
Urodził się 11 października 1897 w Krakowie w rodzinie Franciszka i Jadwigi z Perków.
Należał do Drużyny Bartoszowej. Od września 1914 był żołnierzem 3 pułku piechoty (LP). Wraz z pułkiem brał udział w walkach w Besarabii i Karpatach. Ranny w Bitwie pod Kostiuchnówką, po powrocie do zdrowia służył w komendzie placu w Dęblinie, Zamościu i Zambrowie. W 1918 brał udział w walkach pod Rawą Ruską. Od kwietnia 1919 na stanowisku d-cy plutonu walczył w 5 kompanii 2 pułku piechoty Legionów z którym przeszedł cały szlak bojowy wojny polsko-bolszewickiej. Szczególnie odznaczył się 2 września 1920 w walce pod wsią Trzeszczany. Gdzie "umiejętnie bronił placówki okrążonej przez bolszewików, a następnie (mimo rany) przedarł się ku swoim przy użyciu bagnetu i granatów". Za tę postawę odznaczony Orderem Virtuti Militari.
Po zwolnieniu z wojska pracował m.in. na stacji kolejowej w Włodzimierzu Wołyńskim. W 1937 przeniesiony na emeryturę.  Brak przekazów nt. udziału w kampanii wrześniowej. Został zamordowany w więzieniu na Zamku Lubelskim 21 listopada 1941. Pochowany w Lublinie.

## Życie prywatne
Żonaty z Marianną Krupą, czworo dzieci.

## Ordery i odznaczenia[3]
- Krzyż Srebrny Orderu Wojskowego Virtuti Militari nr 4548
- Krzyż Niepodległości
- Krzyż Walecznych
- Brązowy Krzyż Zasługi